# 常習盗賊改め方 ひなぎく見参!
『常習盗賊改め方 ひなぎく見参!』（じょうしゅうとうぞくあらためがた ひなぎくけんざん）は桜野みねね作の漫画作品。1998年7月から2001年9月にエニックス（現スクウェア・エニックス）刊『月刊ガンガンWING』にて連載。全21話（＋外伝1話）。
マッグガーデンから販売された『新装版』（全3巻）と続編『ひなぎく見参！一本桜花町編』（全2巻）、電子書籍版のみで発売されている最終章『ひなぎく見参！ 〜誓いの桜編〜』がある。

## 概要
エニックスお家騒動により、エニックスからマッグガーデンに移籍し、続編にあたる『ひなぎく見参！ 一本桜花町編』が2006年4月から2007年6月まで『コミックブレイドMASAMUNE』にて連載。掲載雑誌の休刊とともに雑誌での連載も終了し、連載分2話と書き下ろし4話の内容で最終巻（2巻）が2008年8月6日に『フェアリアルガーデン』2巻と同時に発売され、初回は桜野みねね書き下ろしのイラストがついてきた（※特定の書店販売分のみ）。2015年9月、マンガ図書館Zにて完結編にあたる『ひなぎく見参！ 〜誓いの桜編〜』が公開された。
桜野みねね短編集『ショーウィンドウのエミリー』に収録の『大怪盗 石川剣推参!』がこの漫画の基となっている。ささらの姿が人である点、如月家が登場しない点、剣が本名のまま盗賊をしている点が本編と異なる。

## あらすじ
如月雛菊が、盗賊の13代石川夢幻斎を追う物語。舞台は江戸時代のようであるが、発信器のような最新科学も含まれている。場所は、いつも咲いている桜がたつ麓の村。雛菊は はじめ正義感だけから夢幻斎を追っているが、夢幻斎への恋心が芽生え、また、自らが所属する石川夢幻斎対策課につとめる石川剣にも少なからず恋心を抱いてしまい、三角関係に陥る。やがて、なぜ自分の家は代々夢幻斎を追ってきたのかを知り、前へ進むことを決意する。

## 登場人物
如月雛菊（きさらぎ ひなぎく）
ヒロイン。代々、石川夢幻斎を追ってきた如月家の血を濃く継いだ、如月三姉妹の次女。16歳。夢幻斎を追いつつ、剣も気になっている。一度弓に言い寄られ、剣を石川夢幻斎対策課からやめさせる。
明るい性格だが、実は小さい頃から取り方になるための勉強に明け暮れ、友達が一人もいない（※町の人には慕われている）。料理は上手いが、掃除は大嫌い。
如月椿（きさらぎ つばき）
石川夢幻斎対策課課長である、如月家長女。おっとりのんびりしつつも、夢幻斎を追い詰める。如月家の宿命を知りつつも、雛菊の幸せを願う良き姉。実は早くから石川夢幻斎の正体に気づいていた。「父親」と関係があるらしく、鏡堂家に命を狙われている。 「一本桜花町」編では天城に外傷を負わされた上に、毒を飲まされ、石川家で静養していた。「誓いの桜」編では回復し雛菊達と再会した。
如月小梅（きさらぎ こうめ）
如月家三女。対策課に出入りはしているが、まだまだ子供なので課のメンバーではない。三姉妹で唯一、剣の正体を知っており、雛菊と剣の仲を応援中?
石川剣（いしかわ つるぎ）/ 石川夢幻斎（いしかわ むげんさい）
石川夢幻斎対策課に配属された新入り。「一本桜花町」編では、雛菊に対策課を追い出されても自分の意志で復帰する。
後者は、悪党から奪って皆に分け与える義賊の名前である（※現時点では13代目）。石川家の跡取りとして、夜は大泥棒、昼は夢幻斎対策課課員として多忙な日々を送っている（はずだが、対策課は追い出される）。自分を追う捕り方の雛菊に惹かれている模様。
真砂弓（まさご ゆみ）/ 紫紺太夫（しこんだゆう）
歴代石川夢幻斎に仕えてきた、真砂家の娘。夢幻斎が盗みに入る前の情報収集などを主に担当する、後方支援係。剣のことが好きな幼馴染みでもあり、雛菊には嫉妬している。
ささら
代々石川家に仕えてきた言葉を話す猫で、夢幻斎が仕事をするときは必ず同行する。実は一本桜花町、如月家とも因縁の深い女性の生まれ変わり。作品中、最も過去の悲劇と思い出に捕らわれてしまっているキャラクターの一人。
鏡堂天城（かがみどう あまぎ）
雛菊の数少ない友達であり、幼なじみ（町長の跡取りらしい）。小さい頃母が家を出て行ったのは自分が弱いからだと思い込み、雛菊と誓いの桜にて「絶対夢幻斎を捕まえようね」とやくそくする。その後6年間雛菊と離れ、江戸へ勉強するために赴く。
「一本桜花町」編では町に帰ってくるが、雛菊のためならいかなる手段も用いる性格と化す。本作の悪役。
源　烏帽子（みなもと　えぼし）
「誓いの桜」編で登場した雛菊のクラスメイト。前作最後の事を「夢」だと思わされていた雛菊に対し「真実」に向き合うことを促した。

## 真相
久保剣
天城が、終盤に石川夢幻斎を「久保剣」と呼んだ。ささらも、剣を無理に夢幻斎をやらせていると述べるシーンがある。回想シーンに現れる石川家初代五右衛門は剣と同じ髪の色をしているため、剣はその子孫であることは間違いない。ささらが剣の母親の葉月を「唯一の家族」と述べたことから、本来剣は跡取りではないのに、兄弟がなくなったために急遽引き継ぐことになったと考えられる。
鏡堂家
回想シーンで、「新しい村長は血も涙もない外道と聞く」と述べられ、椿が「昔の鏡堂家がいかに悪い人だったとはいえ」とこぼすシーンがある。鏡堂天城は椿を殺害しようとし、最終幕で石川夢幻斎にボウガンを向ける。
『ひなぎく見参！ ～誓いの桜編～』では、天城は「『誓いの桜は〈誓い〉を果たさなければ枯れ、枯れれば町から人が去ると鏡堂家の先祖が予言した』→『〈誓い〉は雛菊と約束した「夢幻斎を捕まえる」だろう』→『なら（ある種の恋敵でもある）夢幻斎を殺せばいい』」という理由で凶行に走ったことが明かされた。
結末
雛菊は天城に肩をボウガンで射貫かれ、石川夢幻斎に助けられるも、夢幻斎も頭にボウガンを向けられる。発射音はあったが、その後無傷で雛菊を抱えて逃げている。天城が「死なずにすんだのに」と言うところがあり、雛菊はそのすべてを夢のようにぼんやりとしか覚えておらず、その後の事は『ひなぎく見参！ ～誓いの桜編～』にて語られた。

## 単行本
常習盗賊改め方 ひなぎく見参!（ガンガンWING）
第1巻 1999年6月発売 ISBN 9784757500471
第2巻 2000年9月発売 ISBN 9784757503151
第3巻 2001年10月発売 ISBN 9784757505599
常習盗賊改め方 ひなぎく見参!（BLADE COMICS）
第1巻 2004年9月10日発売 ISBN 9784861270710
第2巻 2004年10月9日発売 ISBN 9784861270864
第3巻 2004年10月9日発売 ISBN 9784861270871
ひなぎく見参! 一本桜花町編（BLADE COMICS）
第1巻 2007年6月8日発売 ISBN 9784861273902
第2巻 2008年8月6日発売 ISBN 9784861275203
ひなぎく見参！ ～誓いの桜編～（Jコミックテラス）
2015年発売　電子書籍版のみ